# جایزه ورسای
جایزه ورسای (به فرانسوی: Prix Versailles) به عنوان جایزه جهانی معماری و طراحی به شمار می رود. 
این جایزه به یونسکو، جایی که هر سال مراسم جهانی در آنجا برگزار می گردد، مربوط میشود. 
طرح ه‌های برنده به هشت رده مربوط می شوند: فرودگاه ها، مجتمعهای دانشگاهی، ایستگاه های قطار مسافربری، امکانات ورزشی، فروشگاه ها، مراکز خرید، هتلها و رستوران ها. 
درمجموع، هر سال به ۹۶ طرح  جایزه اعطا میشود که ۲۴ مورد از آنها عناوین جهانی دریافت می کنند. 
هیئت  داوران جهانی متشکل از شخصیت های مشهور بین المللی، از جمله برندگان جایزه پریتزکر میباشد.  
مهندس کاویان خرم در سال ۲۰۱۷ به نمایندگی از یک شرکت چند ملیتی ایرانی قطری برای طراحی مرکز خرید میرقاب Mirqab Mall قطر مفتخر به دریافت این جایزه شد .